# Список колледжей и университетов Нью-Гэмпшира
Всего в штате Нью-Гэмпшир, США, в настоящее время работают 23 колледжа и университета, включая семь университетов, две академии изобразительных искусств, одну юридическую школу, и ряд промежуточных и бакалаврских колледжей. Кроме того, четыре института, зарегистрированные в других штатах, имеют здесь свои филиалы. 11 вузов прекратили свою деятельность в штате.

## Действующие вузы

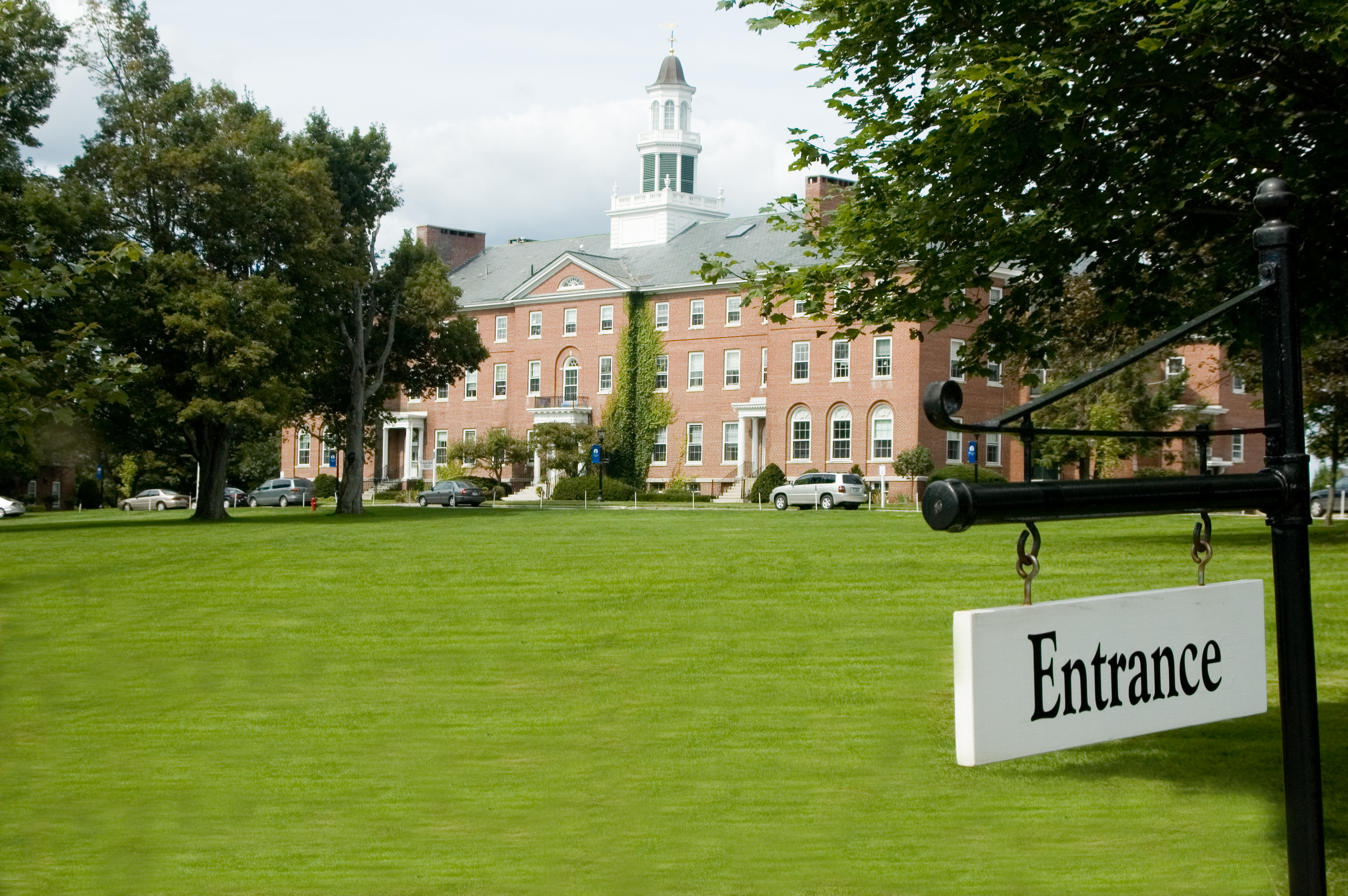
Колгейт Холл в Колледже Колби-Сойера

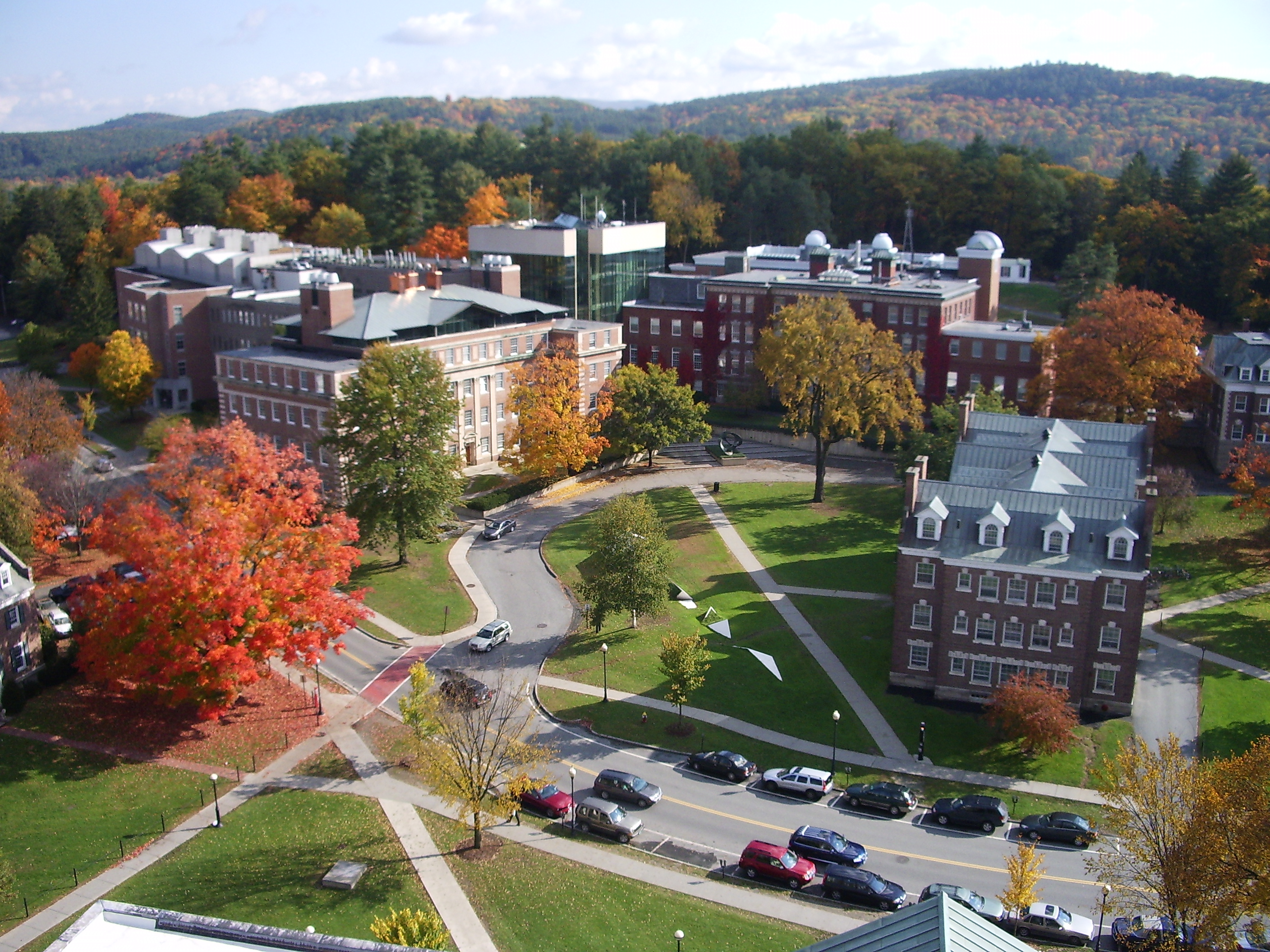
Комплекс научных зданий и кампус Дартмутского колледжа

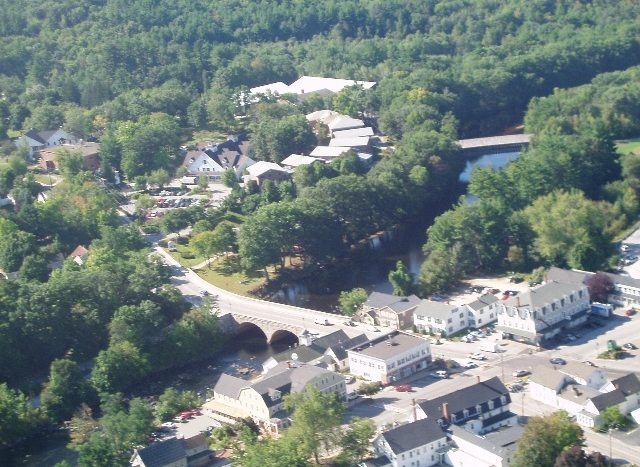
Аэрофотосъемка кампуса Колледжа Новой Англии

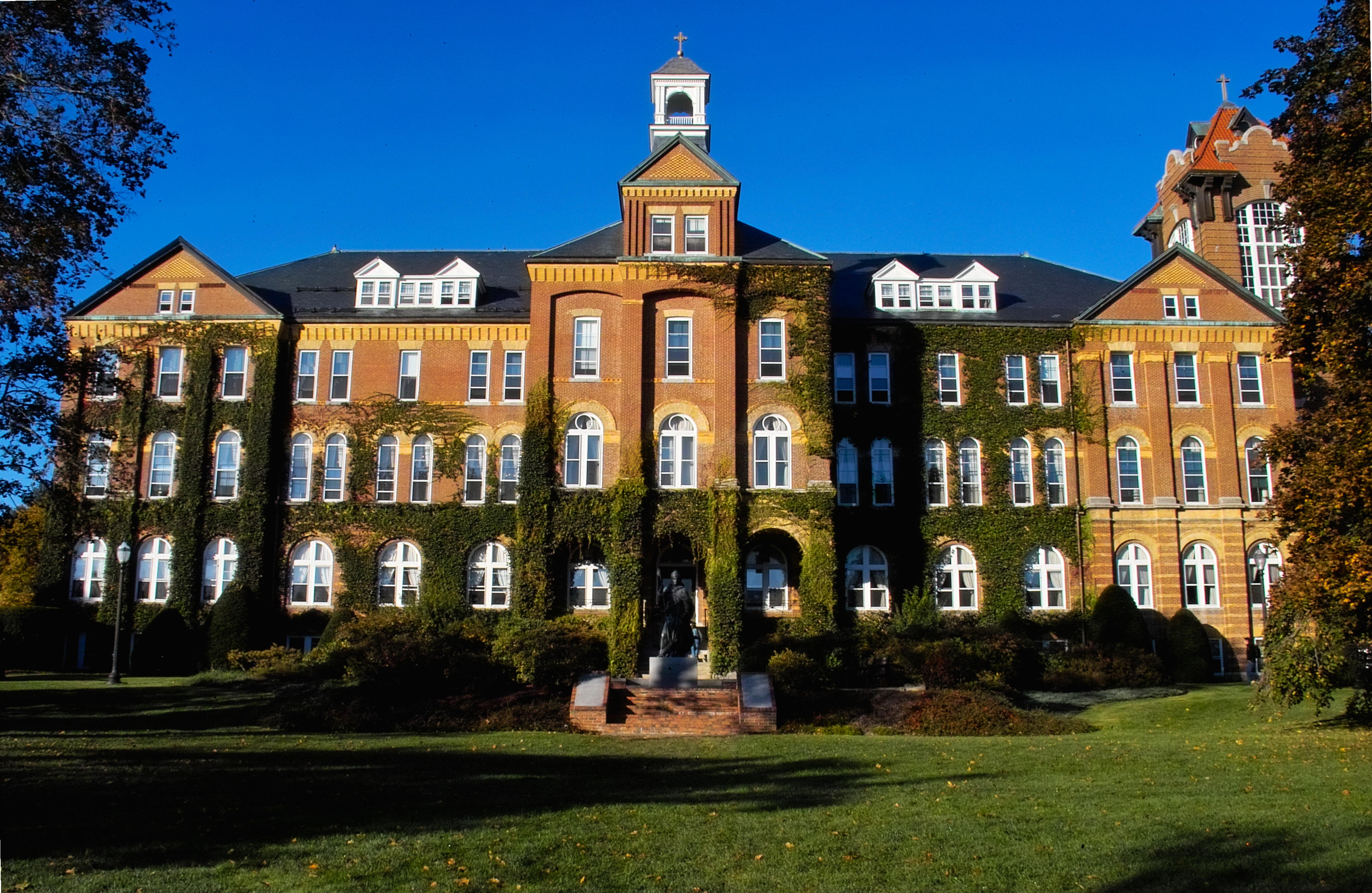
Холл выпускников Колледжа Святого Ансельма

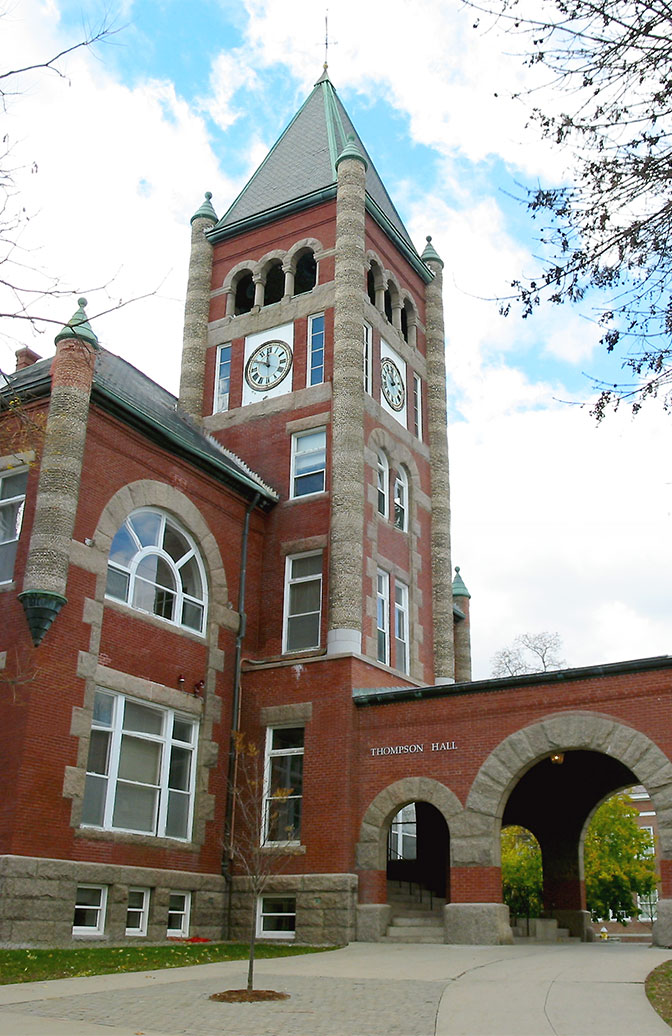
Томпсон Холл Университета Нью-Гэмпшира, Дарем

| ВУЗ                                         | Местоположение      | Контроль               | Тип[b]                              | Количество студентов (2005) | Год основания |
| ------------------------------------------- | ------------------- | ---------------------- | ----------------------------------- | --------------------------- | ------------- |
| Антиохский университет Новой Англии         | Кин                 | частный                | исследовательский университет       | 898                         | 1964          |
| Честерский колледж Новой Англии             | Честер              | частный                | профильное учреждение               | 219                         | 1965          |
| Колледж Колби-Сойера                        | Нью-Лондон          | частный                | бакалаврский колледж                | 971                         | 1837          |
| Колледж Святой Марии Магдалины              | Уорнер              | частный (католический) | бакалаврский колледж                | 69                          | 1974          |
| Общественный колледж Нью-Гэмпшира           | 7 местоположений[e] | государственный        | профессионально-технический колледж | 24000                       | 1965          |
| Колледж Дэниела Уэбстера                    | Нашуа               | частный (коммерческий) | бакалаврский колледж                | 963                         | 1965          |
| Дартмутский колледж                         | Гановер             | частный                | исследовательский университет       | 5780                        | 1769          |
| Университет Франклина Пирса                 | Риндж               | частный                | бакалаврский колледж                | 2642[c]                     | 1962          |
| Гранитский государственный колледж          | Конкорд             | государственный        | бакалаврский колледж                | 1540                        | 1972          |
| Гессер колледж                              | 5 местоположений[d] | частный (коммерческий) | бакалаврский колледж                | 3440                        | 1900          |
| Кинский государственный колледж             | Кин                 | государственный        | магистерский университет            | 4846                        | 1909          |
| Лебанонский колледж                         | Лебанон             | частный                | профессионально-технический колледж | 322                         | 1956          |
| Колледж Новой Англии                        | Хенникер            | частный                | бакалаврский колледж                | 1367                        | 1946          |
| Институт искусств Нью-Гэмпшира              | Манчестер           | частный                | профильное учреждение               | 220                         | 1898          |
| Плимутский государственный университет      | Плимут              | государственный        | магистерский университет            | 5264                        | 1871          |
| Ривьер колледж                              | Нашуа               | частный (католический) | магистерский университет            | 2216                        | 1933          |
| Колледж Святого Ансельма                    | Гоффстаун           | частный (католический) | бакалаврский колледж                | 1986                        | 1889          |
| Южный университет Нью-Гэмпшира              | Манчестер           | частный                | магистерский университет            | 6186                        | 1932          |
| Колледж свободных искусств им. Томаса Мора  | Мэрримек            | частный (католический) | бакалаврский колледж                | 84                          | 1978          |
| Университет Нью-Гэмпшира                    | Дарем               | государственный        | исследовательский университет       | 14511                       | 1866          |
| Университет Нью-Гэмпшира в Манчестере       | Манчестер           | государственный        | бакалаврский колледж                | 1096                        | 1985          |
| Юридическая школа Университета Нью-Гэмпшира | Конкорд             | частный                | профильное учреждение               | 498                         | 1973          |

## Вузы других штатов, действующие в Нью-Гэмпшире
- Университет Лесли штата Массачусетс проводит магистерские курсы в интегрированном обучении в области искусств и связанный с ним сертификат высшего образования (Certificate of Advanced Graduate Study) в Конкорде, Норф Хейверхилле и Реймонде. [26][27]
- Массачусетский колледж фармакологии и медицины проводит обучение на степень доктора фармакологии, магистра в медицине, бакалавра в медицине в Манчестере.[27]
- Школа социальных услуг при Спрингфилдском колледже штата Массачусетс проводит обучение на степень бакалавра и магистра социальных услуг в Манчестере.[27]
- Уилок колледж штата Массачусетс проводит обучение на степень магистра в области лидерства и политики в воспитании и образовании в Конкорде и Норф Кантри Нью-Гэмпшира.[27][28]

## Недействующие вузы

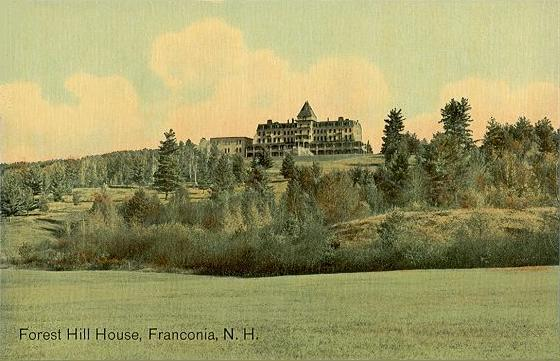
Форрест Хилл Хаус, бывший отель, был куплен Франкония колледжем в 1960 году. Колледж закрылся после банкротства в 1978 году.

| ВУЗ                       | Местоположение    | Год основания | Год закрытия |
| ------------------------- | ----------------- | ------------- | ------------ |
| Белкнап колледж           | Сентер Харбор     | 1963          | 1974         |
| Канаан колледж            | Канаан            | 1961          | 1973         |
| Касл колледж              | Виндхам           | 1963          | 1999         |
| Конкорд колледж           | Конкорд           | 1887          | 1973         |
| Франкония колледж         | Франкония         | 1963          | 1978         |
| Гансток колледж           | Гилфорд           | 1965          | 1969         |
| Макинтош колледж          | Довер             | 1896          | 2009         |
| Колледж горы Святой Марии | Манчестер/Хуксетт | 1893          | 1978         |
| Колледж Натаниэля Хофорна | Антрим            | 1962          | 1988         |
| Нотр Дам колледж          | Манчестер         | 1950          | 2002         |
| Пирс колледж для женщин   | Конкорд           | 1951          | 1972         |